# مقاطعة كولبيرسون (تكساس)

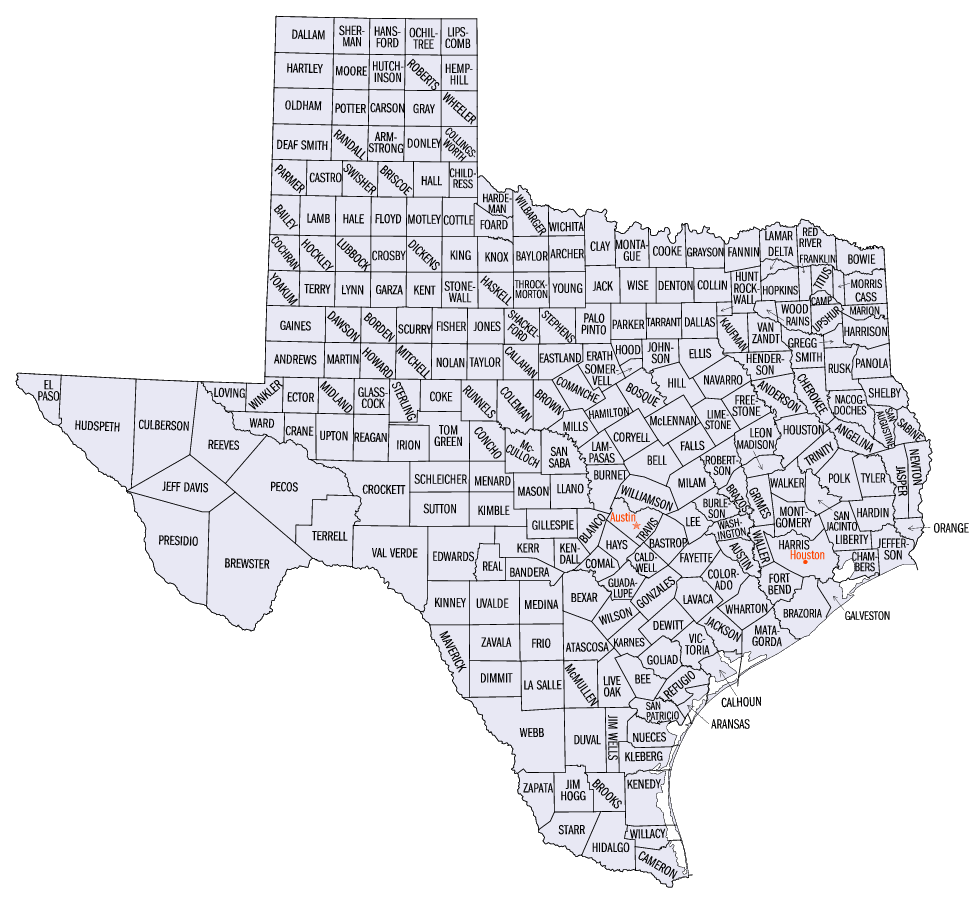
خارطة مقاطعات تكساس

مقاطعة كولبيرسون (بالإنجليزية: Culberson  County)‏ هي إحدى المقاطعات في ولاية تكساس، الولايات المتحدة الأمريكية.